# Maria w luteranizmie
Maria z Nazaretu, Maria (Maryja) Panna, Matka Boża jest w luteranizmie otaczana czcią, chociaż zasadniczo nie kultem.

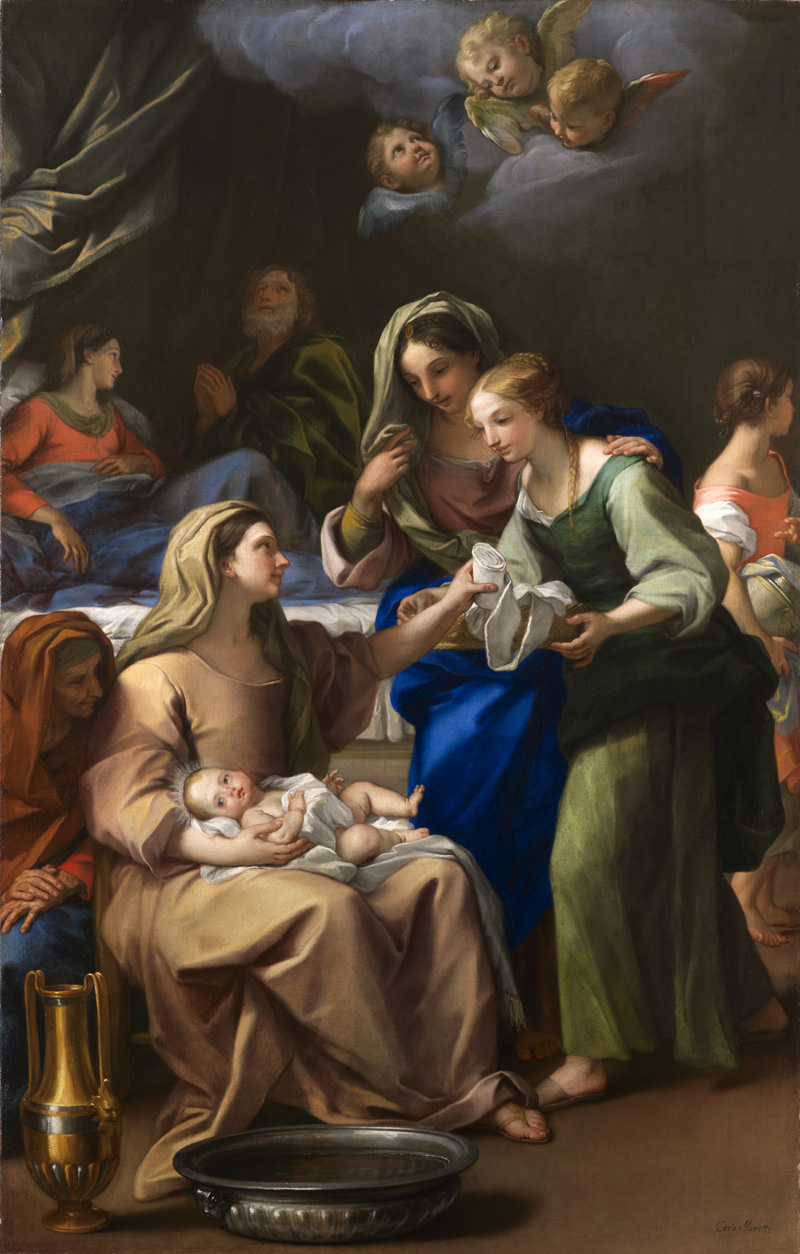
„Narodziny Marii Panny” – kopia obrazu Carlo Maratta z 1685 r. z luterańskiego kościoła Bückeburger Stadtkirche (Niemcy)

Kościoły ewangelicko-augsburskie mają swój początek w XVI-wiecznej reformacji protestanckiej, która powstała w wyniku sprzeciwu m.in. wobec uznanego za nadmiernie rozwinięty katolickiego kultu maryjnego.

## Podstawy mariologii
W luteranizmie maryjne rozważania teologiczne mają niewielkie znaczenie. Mariologia luterańska, która nie stanowi odrębnego działu teologii, opiera się na:
- Biblii, która w opinii apologetów luterańskich nie zawiera dostatecznego potwierdzenia roli i znaczenia, przypisywanych Marii Pannie w katolicyzmie;
- odrzuceniu Tradycji katolickiej, poza nauką wczesnego Kościoła powszechnego, zawartą w trzech wyznaniach wiary pierwotnego Kościoła: apostolskiego, nicejsko-konstantynopolitańskiego i atanazjańskiego;
- księgach symbolicznych, czyli Corpus Doctrinae (Liber Concordiae, Księga zgody) z 1580 r., które są oficjalnym wykładem doktryny luterańskiej i obowiązują wszystkie Kościoły luterańskie (traktują one kwestie maryjne marginalnie); są one wykładem Biblii w ujęciu luterańskim[1].

## Opinie Lutra

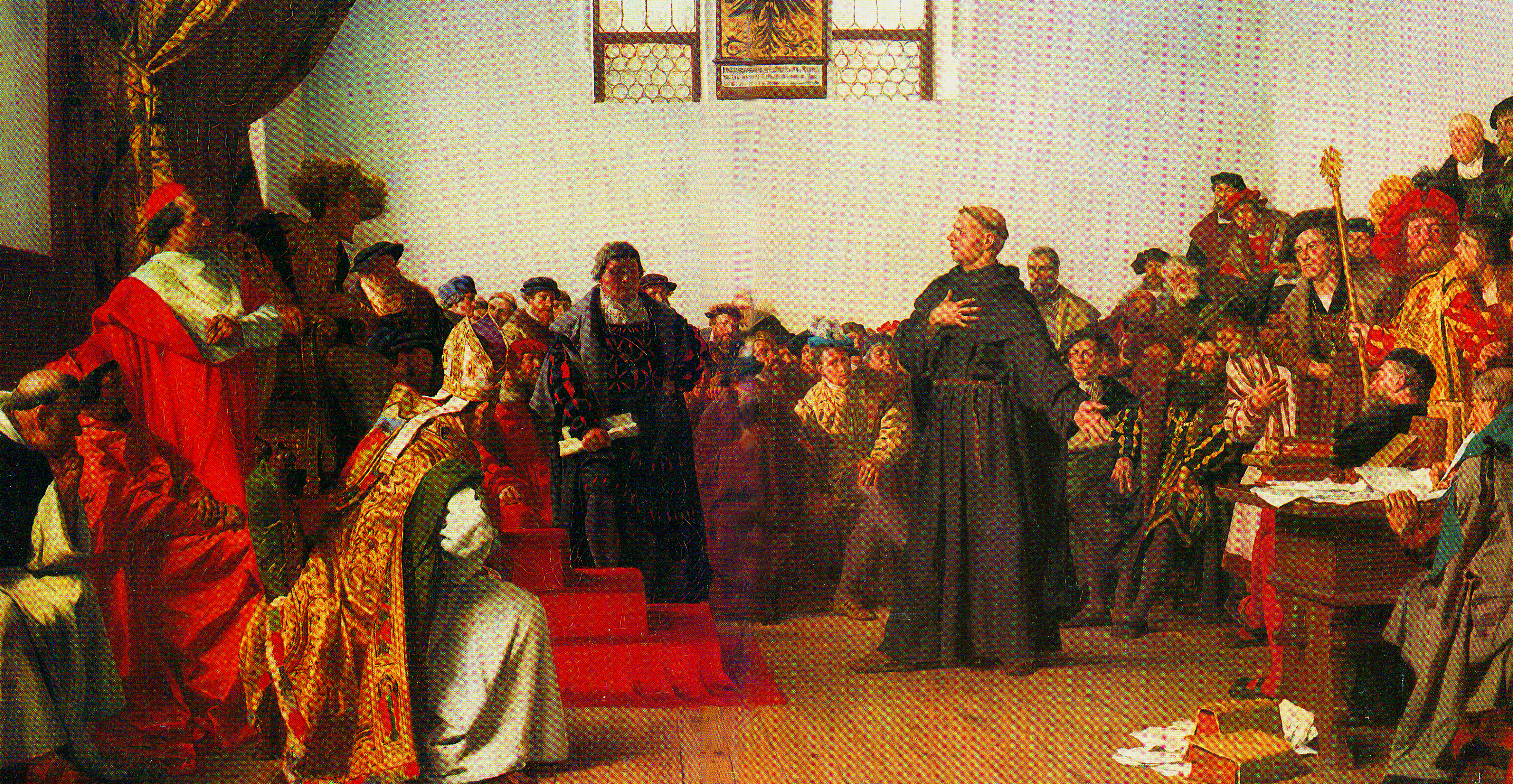
Dysputa Lutra w Wormacji w 1521 r.

Marcin Luter o Marii Pannie wyrażał się z wielką czcią, podkreślając głównie macierzyństwo Marii, jej wiarę oraz cnoty, takie jak pokora, uczciwość, uniżenie się, zupełne oddanie siebie samej w służbę Boga. Luter nazywa Marię Pannę "największą niewiastą w niebie i na ziemi", "najwyższą, najszlachetniejszą, najświętszą Matką....", "najdrogocenniejszym klejnotem po Chrystusie w całym chrześcijaństwie", "...była czystą, nieskalaną Dziewicą i stała się Matką Bożą przez Ducha Świętego", "...niewiastą ponad wszystkie niewiasty. Księżną pośród całego rodzaju ludzkiego. Żadna niewiasta na ziemi nie jest Ci równa. Takiej Matki jak Ty nie ma na ziemi, bo Ty jesteś Matką Pana mojego i owoc Twojego żywota jest ponad wszystkie owoce żywota".
W swoich pieśniach na Boże Narodzenie Luter głosi: "Pochwaleń Jezu Chryste bądź, że raczyłeś ciało wziąć Z Dziewicy czystej, radość stąd, Więc chwali Cię aniołów rząd. Kyrie eleison!" i "Słuchajcie! Oto Bóg wam śle Anielskiej krasy Dziecię Swe, Z Dziewicy czystej daje rad Dzieciątko, Które zbawi świat"
Luter podzielał naukę Kościoła katolickiego o tym, że Maria była "Zawsze Dziewicą" (Semper Virgo, Aeiparthenos). W swoich pismach i kazaniach Reformator bronił także orzeczenia III Soboru w Efezie z roku 431 o Marii Pannie jako Matce Bożej, Theotokos, Dei Genitrix:

„Być Matką Bożą jest przywilejem tak wielkim, tak zaszczytnym, że przekracza wszelkie zrozumienie. Żadne wywyższenie, żadna szczęśliwość nie może się porównać z chwałą osoby, która jedyna spośród całego rodzaju ludzkiego została wyniesiona do tego, niemającego sobie równych przywilejów, ażeby mieć z Ojcem niebiańskim wspólnego (jedynego) Syna. W tym jednym słowie mieści się cała chwała Maryi. Nikt nie zdołałby nic wspanialszego na jej cześć powiedzieć, nawet gdyby posiadł tyleż języków, ile jest kwiatów i traw na ziemni, gwiazd na niebie i ziaren piasku na dnie mórz."

Swoją wiarę Marcin Luter wyraził w słowach Małego Katechizmu: "Wierzę, że Jezus Chrystus, prawdziwy Bóg, z Ojca w wieczności zrodzony i zarazem prawdziwy człowiek, z Marii Panny narodzony, jest moim Panem...".
Dla Lutra Maria Panna nie jest pełną łaski, ale obdarzoną łaską od Boga. Dlatego uważał, że jej życie "nie jest chwałą jej osoby, lecz jedynie chwałą okazanej jej niezmiernej łaski Bożej".
Ówczesnym zwyczajem Luter odprawiał także nabożeństwa w święta maryjne. Uważał, że należy celebrować nabożeństwa przede wszystkim w te święta, które mają swoje uzasadnienie w Nowym Testamencie. W pozabiblijne święta wygłaszał również kazania. Znane są kazania Marcina Lutra wygłaszane w święta maryjne: Oczyszczenie (2 lutego), Zwiastowanie (25 marca), Nawiedzenie (2 lipca), Wniebowzięcie (15 sierpnia).
Bronił także modlitw maryjnych, takich jak Pozdrowienie Anielskie, jednak stanowczo odrzucał odmawianie różańca.
Luter pisał: "Zaprawdę, Maria jest godną chwały i nigdy nie może być dosyć chwalona". "Powinno się także Ją czcić..." Jednak rozumiał to jako cześć ograniczoną przez chrystocentryzm: "aby się jej nie postawiło wyżej niż powinna być (...), aby przez to Chrystus nie był pomniejszony i przez to serca nie były nastawione więcej do Marii, niż do samego Chrystusa". Dlatego Luter starał się ograniczać kult maryjny, krytykując większość elementów tego kultu o tradycji katolickiej, np. antyfonę Salve Regina (gdyż raził go zawarty w niej tytuł Królowej) oraz modlitwę Ora pro nobis (gdyż odrzucał orędownictwo i pośrednictwo Matki Bożej).

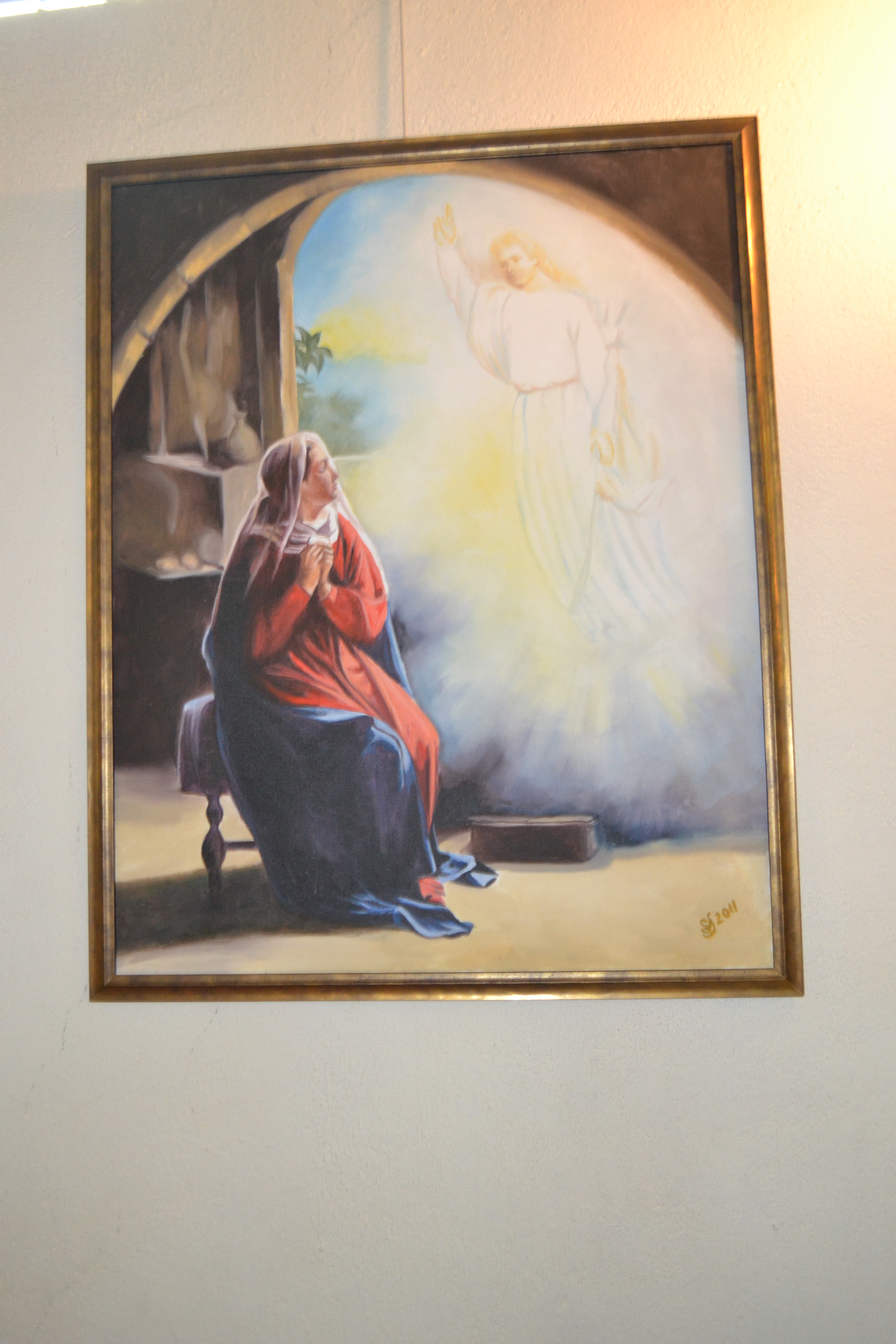
Obraz "Zwiastowanie" w luterańskim kościele św. Olafa w Norrköping (Szwecja)

Luter radził pozostawić w kościołach figury i obrazy Marii czy też nazwy kościołów noszących imię Marii Panny, bowiem miała być ona dla wyznawców wzorem godnym naśladowania.
Luter bronił także aż do końca swojego życia doktryny o Niepokalanym Poczęciu Marii. W późniejszym luteranizmie tę doktrynę odrzucono.
Osobiste opinie Lutra na temat Marii Panny nie mają we współczesnym luteranizmie mocy obowiązującej.

## Księgi symboliczne luteranizmu
- Konfesja augsburska jest najstarszą z ksiąg symbolicznych luteranizmu, jednak nic nie wspomina o kulcie Marii Panny ani też o mariologii. W artykule 21 mówi jednak ogólnie "o czci świętych" (co odnosi się także do Marii Panny): "O czci świętych nauczamy, że pamięć świętych może być postawiona jak wzór do naśladowania ich wiary i dobrych uczynków". Nie może to jednak prowadzić do "wzywania świętych, albo błagania pomocy od świętych", zgodnie z zasadą, że Najwyższym Orędownikiem jest tylko Chrystus. Ta księga symboliczna oddaje jednak Maryi należną jej cześć, określając ją  jako "Dignissima amplissimis honoribus" ("najgodniejsza najwyższej czci") ze wszystkich ludzi na ziemi i zbawionych w niebie[1].
- Artykuły szmalkaldzkie z roku 1537, w artykule De invocatione sanctorum potwierdzają dotychczasową naukę o świętych. Odnoszą się też bezpośrednio do Marii Dziewicy określając ją kilkoma słowami: "Filius ita factus est homo, ut a spiritu sancto sinse virili operae conciperetur et ex Maria pura, sancta, semper Virgine nasceretur", ("Przeto Syn stał się człowiekiem w ten sposób, że poczęty został z Ducha Świętego bez udziału męża i został zrodzony z Marii, czystej, świętej, zawsze Dziewicy")[1].
- Formuła Zgody (Formula Concordiae) potwierdza uchwałę Soboru w Efezie z r. 431, że Maria Panna jest Theotokos - Matką Bożą:  "Dziewica Maria poczęła i porodziła nie tylko - ścisłe biorąc - zwykłego człowieka, ale prawdziwego Syna Bożego. Stąd słusznie bywa nazywana MATKĄ BOŻĄ - i tak jest w rzeczywistości!"[1]

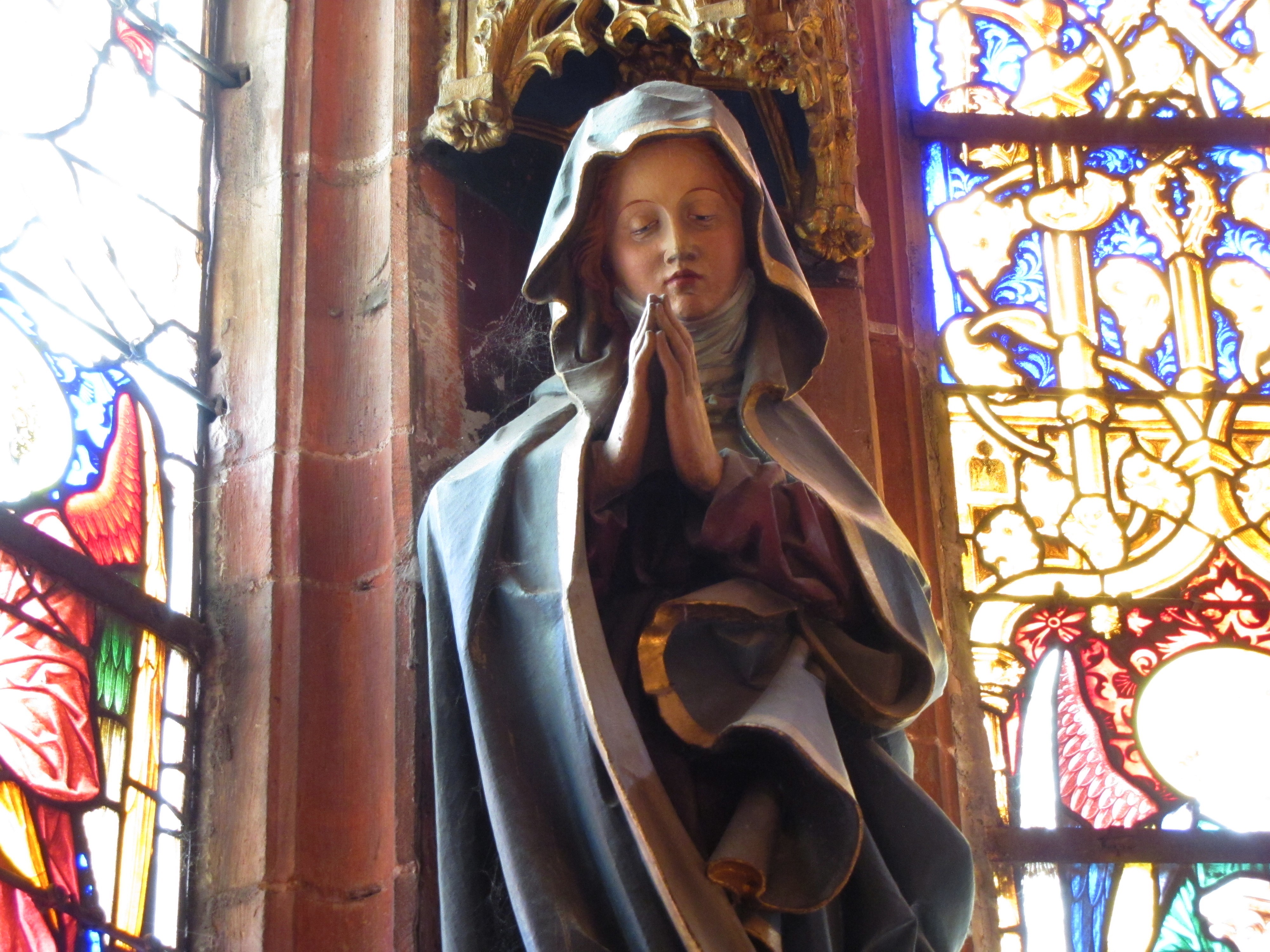
Figura Marii w luterańskim kościele St. Pierre-le-Jeune w Strasburgu (Francja)

## Maria Panna w ujęciu luterańskim
We współczesnym luteranizmie Maria jest:
- Matką Bożą - Bogarodzicą;
- Świętą, czystą, zawsze Dziewicą;
- Najchwalebniejszą i najgodniejszą najwyższej czci ze wszystkich kobiet żyjących w przeszłości, teraźniejszości i przyszłości na ziemi.

Nie jest jednak: Orędowniczką, Współodkupicielką, Królową niebios i ziemi, Niepokalanie poczętą i Wniebowziętą.

## Kult maryjny w luteranizmie
Chociaż kult maryjny w luteranizmie istnieje tylko szczątkowo, to i tak jest zachowany w największym stopniu w porównaniu do innych wyznań protestanckich (np. kalwinizmu). Brak specjalnych modlitw i nabożeństw maryjnych. Obrazy i rzeźby maryjne pełnią tylko funkcję dydaktyczną, a nie kultową. Jednak Maria Panna wymieniana jest w każdym ewangelickim nabożeństwie niedzielnym i świątecznym, gdyż jej imię zawiera wyznanie wiary apostolskie lub nicejsko-konstantynopolitańskie. Ponadto Kalendarz liturgiczny Kościołów ewangelicko-augsburskich zawiera trzy święta, upamiętniające Marię Pannę:
- 2 lutego: Oczyszczenie;
- 25 marca: Zwiastowanie;
- 2 sierpnia: Nawiedzenie.

W wielu kościołach luterańskich na świecie odprawiane są jeszcze nieszpory, zwłaszcza w ewangelickich diakonatach (zgromadzeniach sióstr ewangelickich), na konferencjach pastorów, w męskich diakonatach i zgromadzeniach braterskich. Nieszpory te odprawiane są według najstarszej Liturgii godzin, a w związku z tym śpiewany jest zawsze hymn maryjny "Magnificat" poprzedzony antyfoną: "Chrystusa naszego Zbawiciela, wiecznego Boga, Syna Marii, uwielbiajmy na wieki".
Chociaż dawniej istniały specjalne luterańskie pieśni maryjne (jedną z nich napisał sam Luter), to obecnie brak ich w kancjonałach, a imię Marii wymieniane jest tylko w kilku pieśniach kościelnych.